# (345842) Alexparker
(345842) Alexparker est un astéroïde de la ceinture principale.

## Description
(345842) Alexparker est un astéroïde de la ceinture principale. Il fut découvert le 12 juin 2007 à Mauna Kea par David D. Balam. Il présente une orbite caractérisée par un demi-grand axe de 2,69 UA, une excentricité de 0,07 et une inclinaison de 6,0° par rapport à l'écliptique.
Il est nommé d'après l'astronome américain Alex  H. Parker.

## Compléments